# 毘沙門岳
毘沙門岳（びしゃもんだけ）は、福井県大野市と岐阜県郡上市 にまたがる両白山地の標高1,385.3 mの山。

## 概要
白山信仰にちなむ山の一つで、山名もこれに由来する。東山麓にある長滝白山神社は、白山の三馬場の一つで、美濃禅定道（白山への登拝道）の起点の馬場として栄えた。長滝白山神社を起点として、山頂を経由する行者道、南側の鞍部を横切る下谷越え、北側の鞍部を越える桧峠越えの禅定道があった。行者道の「多和ノ宿」が下谷越えの西に設けられて、毘沙門天を本尊としていた。約30万年前の更新世中期に形成された白山火山帯の最南端にある毘沙門岳火山の火山体の中心となる山。毘沙門岳火山は単斜輝石-斜方輝石安山岩、デイサイトと比較的少量の角閃石安山岩からなる山域の北東山麓の郡上市白鳥町前谷にある「前谷床並社跡のトチノキ」は、1991年（平成3年｝11月22日に岐阜県の天然記念物の指定を受けている。北東山麓の郡上市白鳥町前谷には正ヶ洞棚田がある。北斜面にはスノーウェーブパーク白鳥高原があり、無雪期にはスカイランド白鳥高原リゾートのゴルフ場となり、施設内には白鳥高原ホテルがある。北斜面などはスギ、ヒノキ の植林地で、山頂付近の尾根にはブナが残されていて、南の西山への尾根にはササ原が広がる。山頂には二等三角点（点名「毘沙門岳」、標高1,385.34 m）が設置されている。ぎふ百山の一つに選定されている。

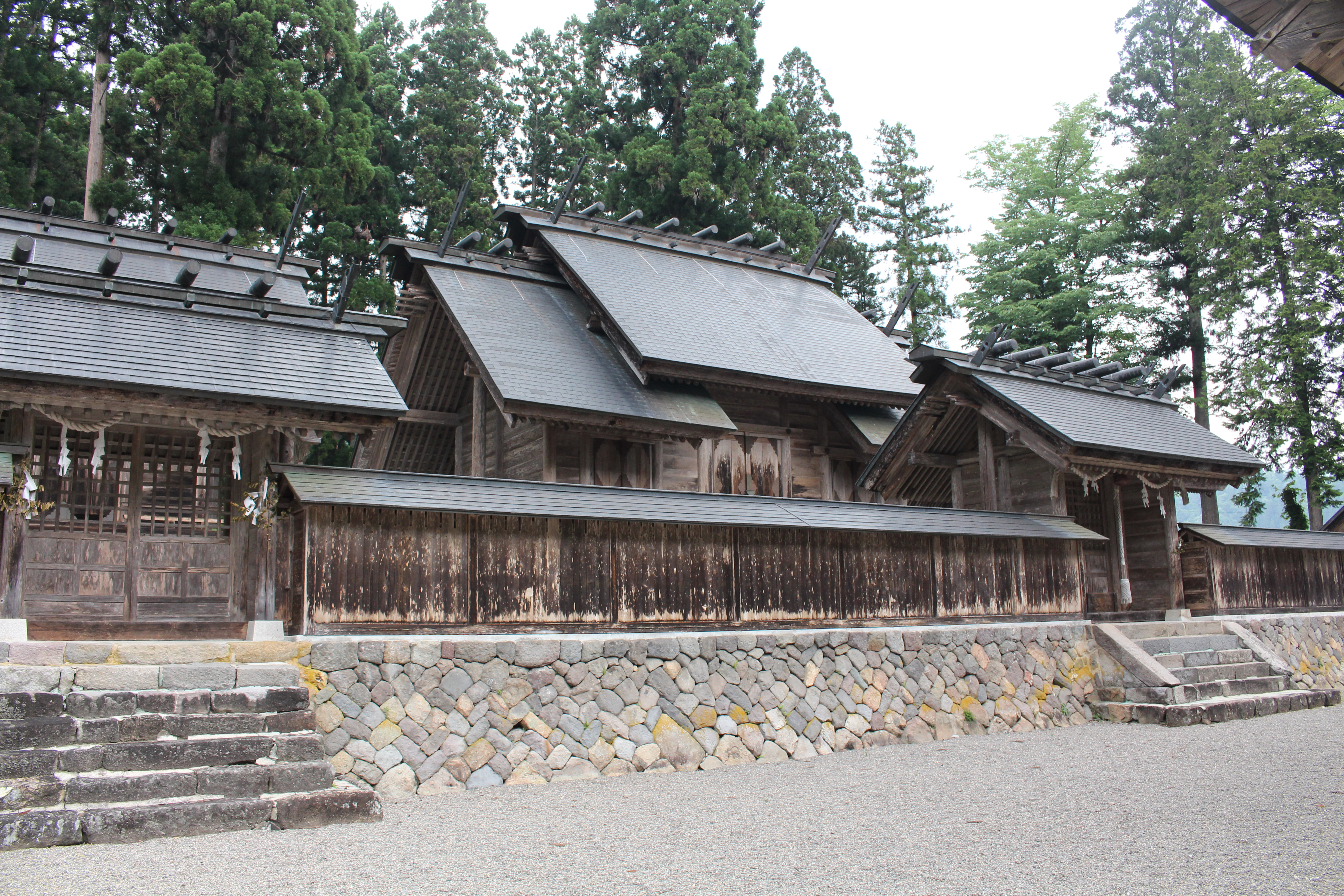
東山麓にある長滝白山神社、美濃禅定道（白山への登拝道）の起点の馬場として栄えた
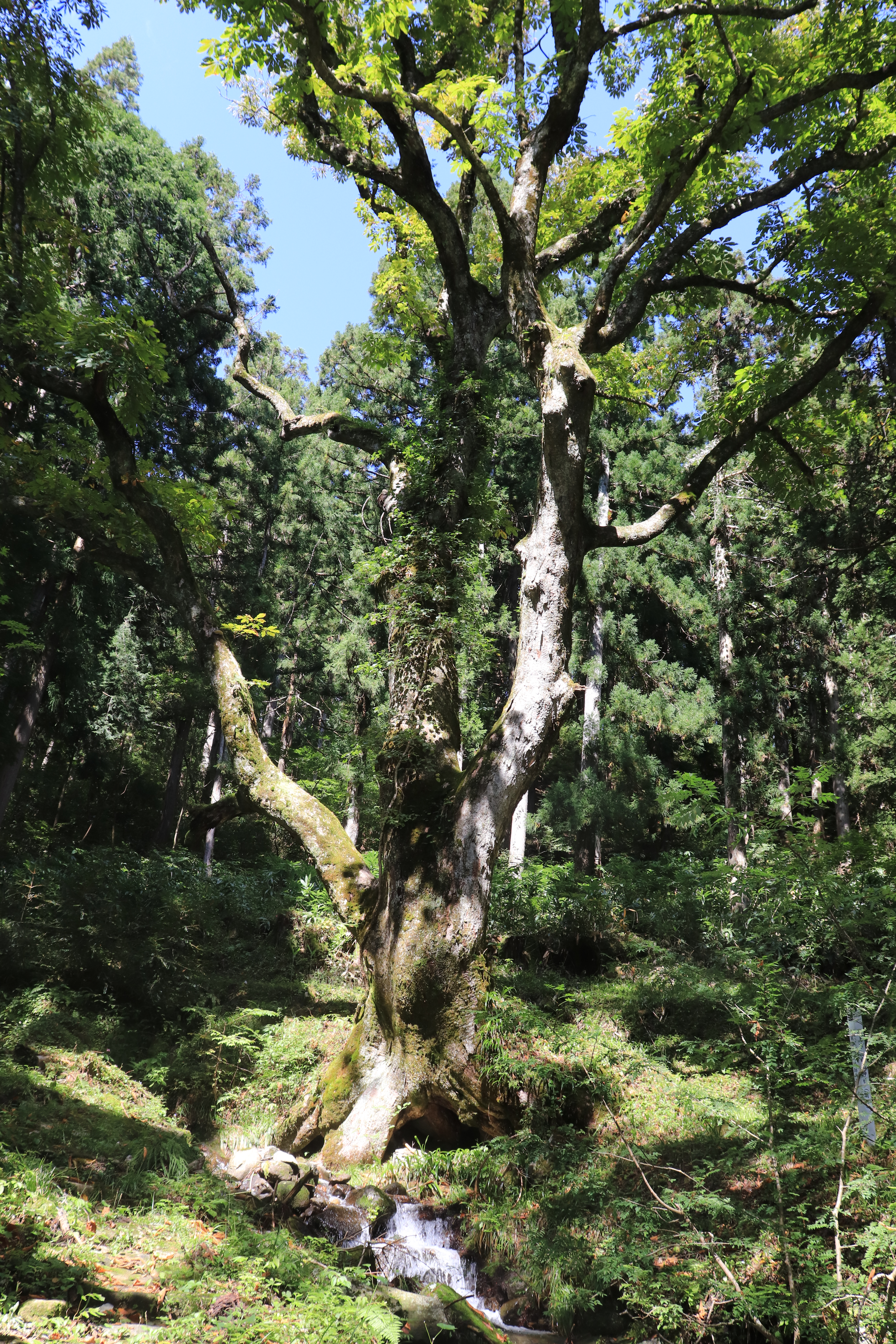
美濃禅定道にある「前谷床並社跡のトチノキ」、岐阜県指定天然記念物
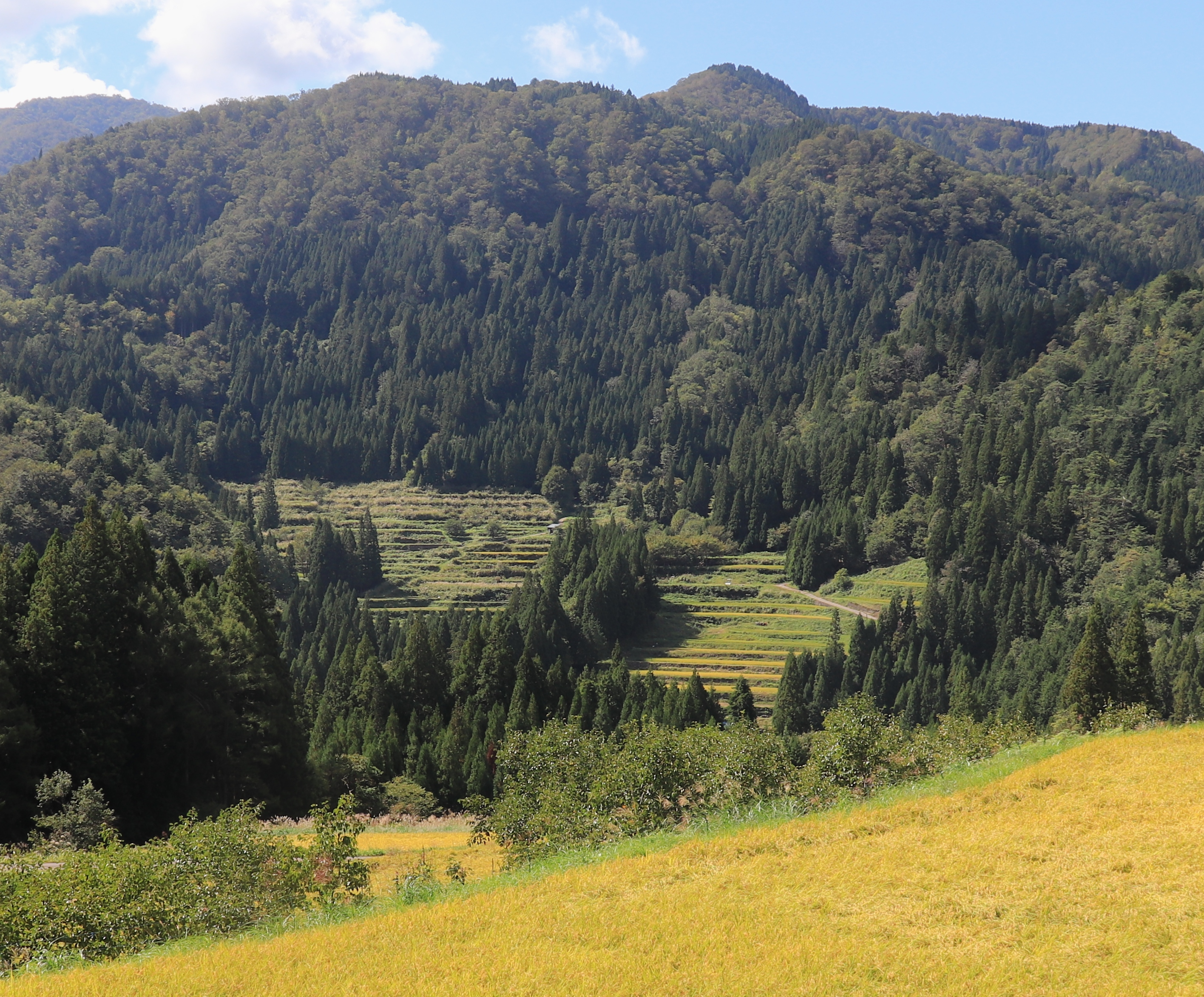
北東山麓にある正ヶ洞棚田、郡上市白鳥町前谷

## 登山

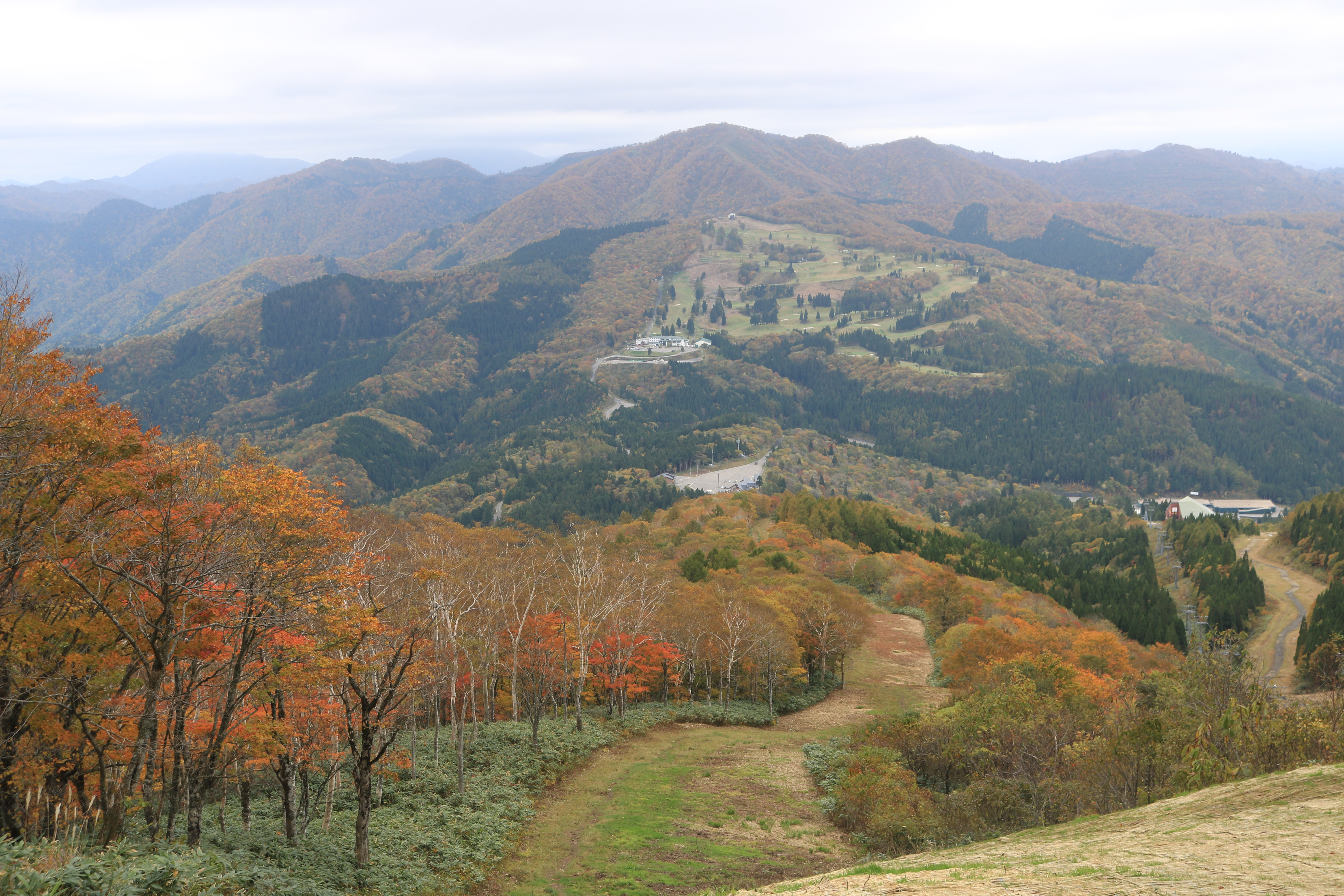
北側の桧峠方面から尾根に沿った登山道が開設されていて、ハイキングや登山対象となる山である

1996年に北側の桧峠方面から尾根に沿った登山道が開設されて、ハイキングや登山対象となる山である。山頂からは北側に両白山地の白山、別山、野伏ヶ岳、大日ヶ岳などの山並み、ひるがの高原、鷲ヶ岳、能郷白山、荒島岳などが見渡せる。

## 地理
福井県と岐阜県との県境の両白山地の主稜線上にある。東山麓にある長良川を隔てて、飛騨高地の鷲ヶ岳などが対峙する。山頂の西北西0.6 kmには西峰がある。

### 周辺の山
周辺の主な山を下表に示す。北側に桧峠を隔てて、大日ヶ岳が対峙し、南南西1.5 kmに西山がある。
| 山容 | 山名     | 標高(m)  | 三角点等級 基準点名 | 毘沙門岳からの 方角と距離(km) | 備考                  |
| --- | -------- | -------- | ------------------- | ----------------------------- | --------------------- |
| 大日ヶ岳から望む野伏ヶ岳（2015年4月28日撮影）                                                               | 野伏ヶ岳 | 1,674.26 | 三等 「野伏」       | 北西 9.8                      | 日本三百名山 ぎふ百山 |
| オサンババ（山中山）から望む大日ヶ岳、東面にダイナランド（東）と高鷲スノーパーク（右）（2018年3月27日撮影） | 大日ヶ岳 | 1,709.00 | 一等 「大日ヶ岳」   | 北北東 8.1                    | 日本二百名山 ぎふ百山 |
| 野伏ヶ岳から望む毘沙門岳（2011年4月17日撮影）                                                               | 昆沙門岳 | 1,385.34 | 二等 「昆沙門岳」   | 0                             | ぎふ百山              |
| 高賀山から望む平家岳（左）と美濃平家岳（右）、中央手前に蕪岳（2015年1月24日撮影）                           | 平家岳   | 1,641.50 | 二等 「平家岳」     | 南南西 15.8                   | 続ぎふ百山            |
| 道の駅大日岳から望む鷲ヶ岳（2009年5月14日撮影）                                                             | 鷲ヶ岳   | 1,671.49 | 三等 「鷲ヶ岳」     | 東 16.2                       | 日本三百名山 ぎふ百山 |
| 飛騨高地のオサンババ（山中山）から望む荒島岳（2018年3月27日撮影）                                           | 荒島岳   | 1,623.37 | 一等 「荒島山」     | 西 17.3                       | 日本百名山            |

### 周辺の峠
周辺の主な峠を以下に示す。

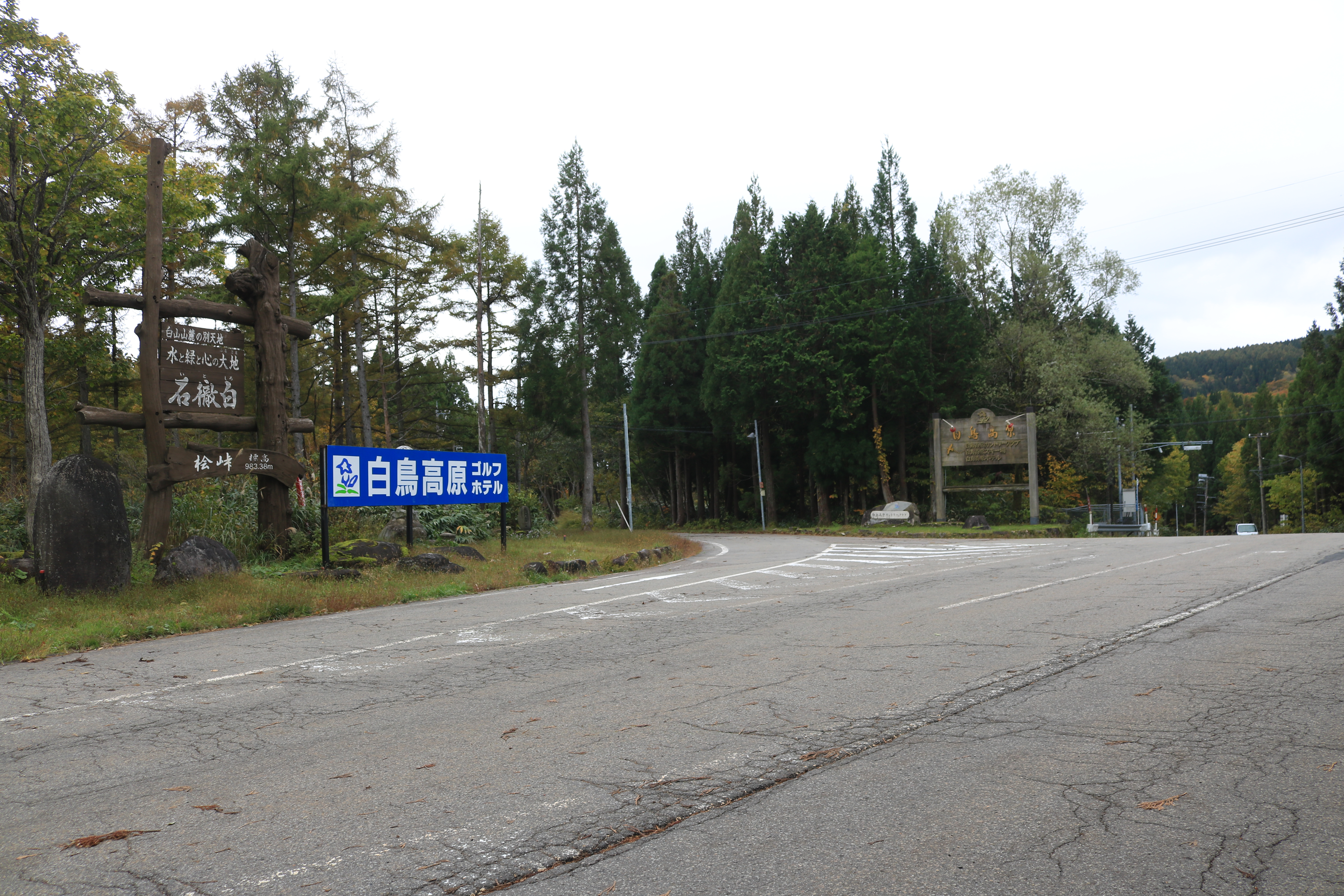
北側の大日ヶ岳との鞍部にある桧峠、岐阜県道314号石徹白前谷線が通る

- 桧峠 - 北側の大日ヶ岳へと延びる稜線上の鞍部、標高約950 m[14]、山頂の北北東3.0 kmに位置し、岐阜県道314号石徹白前谷線が通る。大日ヶ岳の登山口がある。

### 源流の河川
以下の九頭竜川と長良川の支流の源流となる山で、それぞれ日本海と太平洋側の伊勢湾へ流れる。日本海側と太平洋側との分水嶺となる山である。
- 石徹白川の支流の下谷 - 九頭竜川の支流、石徹白ダムの東5.9 kmに位置する[3]。
- 塚洞川、蓮原川 - 長良川の支流

### 交通・アクセス
山域の北端に岐阜県道314号石徹白前谷線が通り、東山麓に長良川鉄道越美南線と国道156号が通り、西山麓に岐阜県道・福井県道127号白山中居神社朝日線が通る。
- 長良川鉄道越美南線の北濃駅の西3.5 kmに位置し、西日本旅客鉄道（JR西日本）越美北線（九頭竜線）の九頭竜湖駅の東北東12.4 kmに位置する[3]。
- 東海北陸自動車道の高鷲インターチェンジの西7.9 kmに位置する[3]。

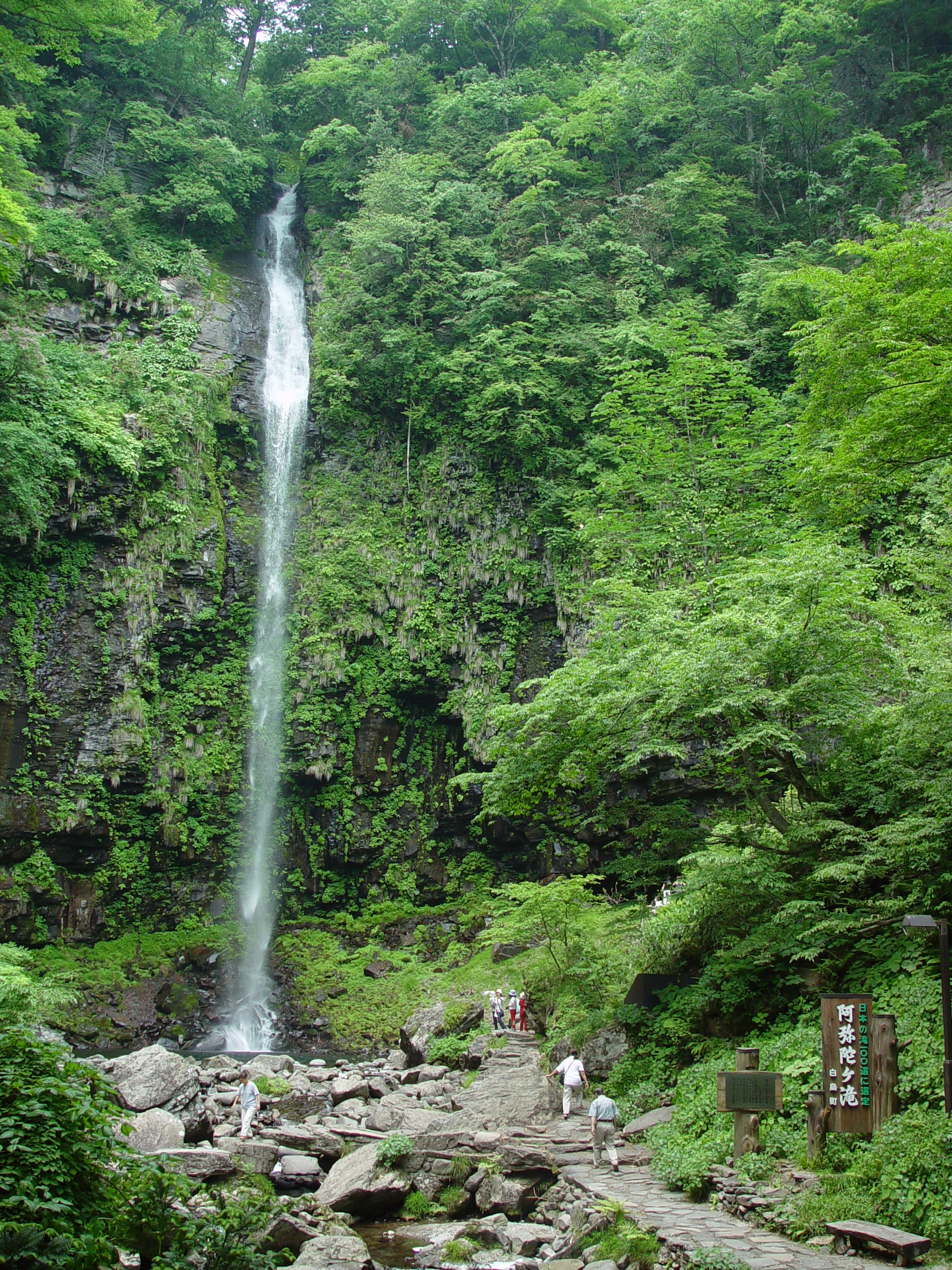
山域の北東にある阿弥陀ケ滝

### 周辺の主な施設
山麓や周辺の主な施設を以下に示す。
- スノーウェーブパーク白鳥高原 - 北斜面にあるスキー場
- スカイランド白鳥高原リゾート - 北斜面にあるゴルフ場
- ウイングヒルズ白鳥リゾート
- 阿弥陀ケ滝
- 長滝白山神社
- 道の駅白山文化の里長滝

## 毘沙門岳の風景

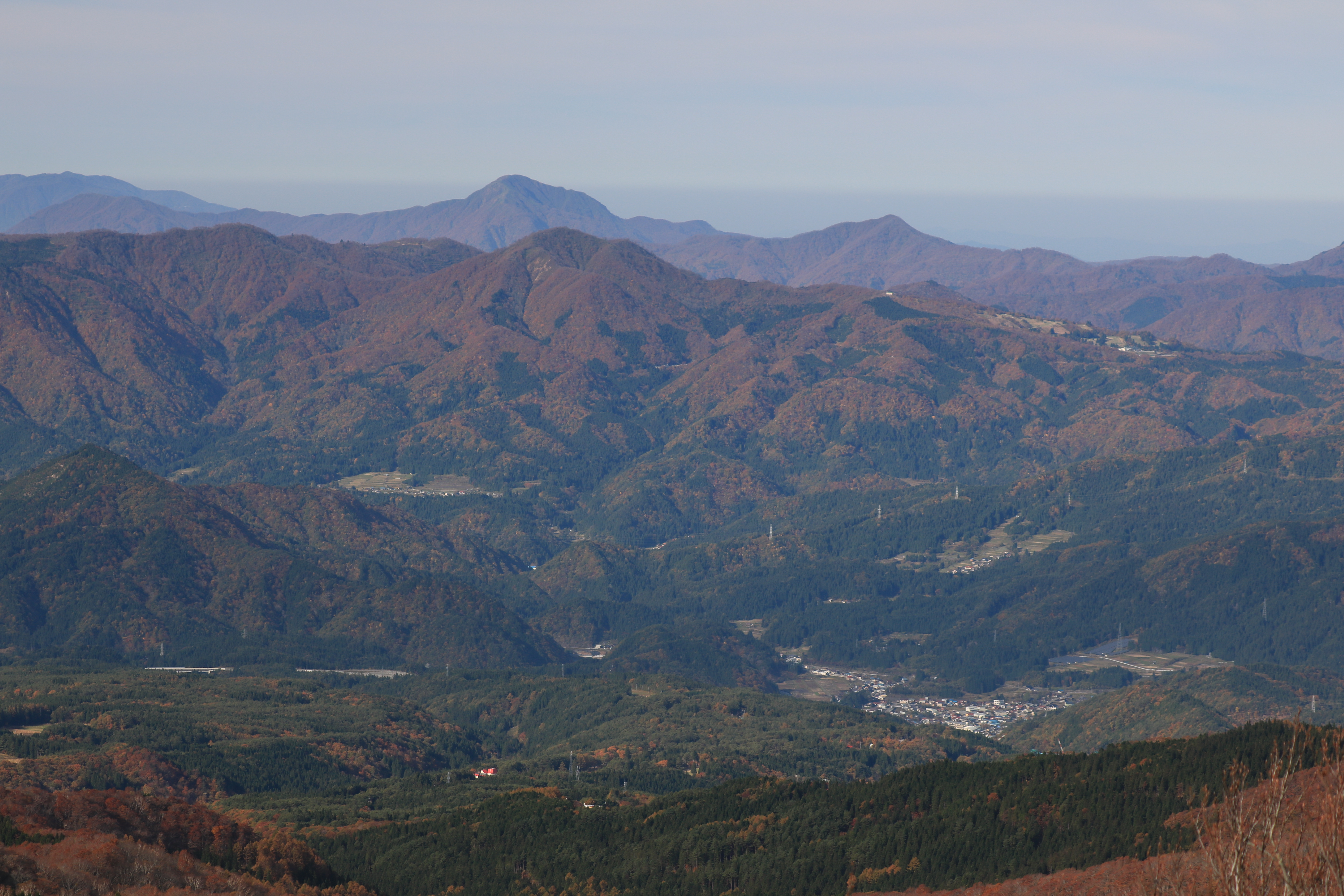
西側の鷲ヶ岳から望む毘沙門岳、左奥に荒島岳
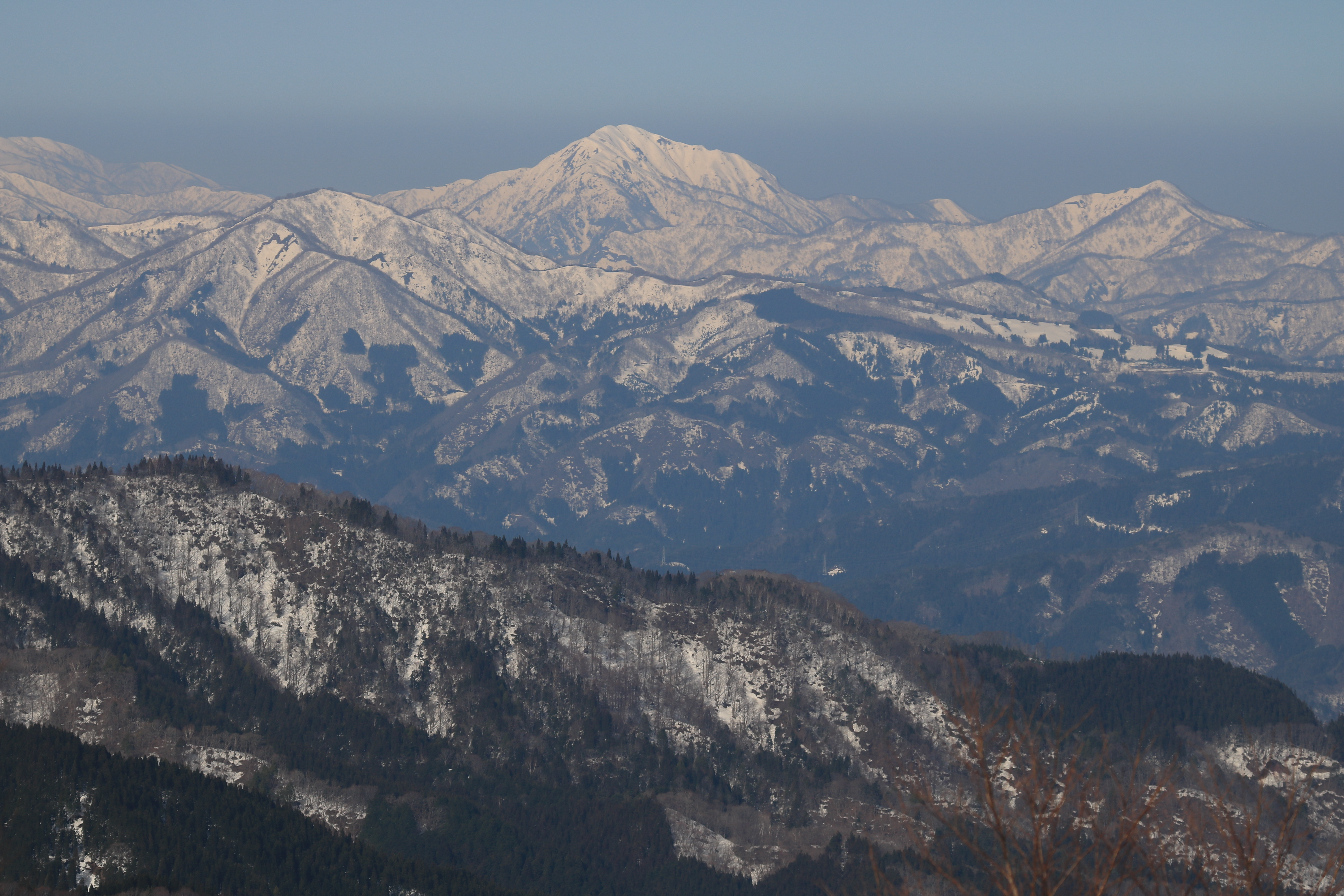
西側のオサンババ（山中山）から望む残雪期の毘沙門岳、右奥に荒島岳
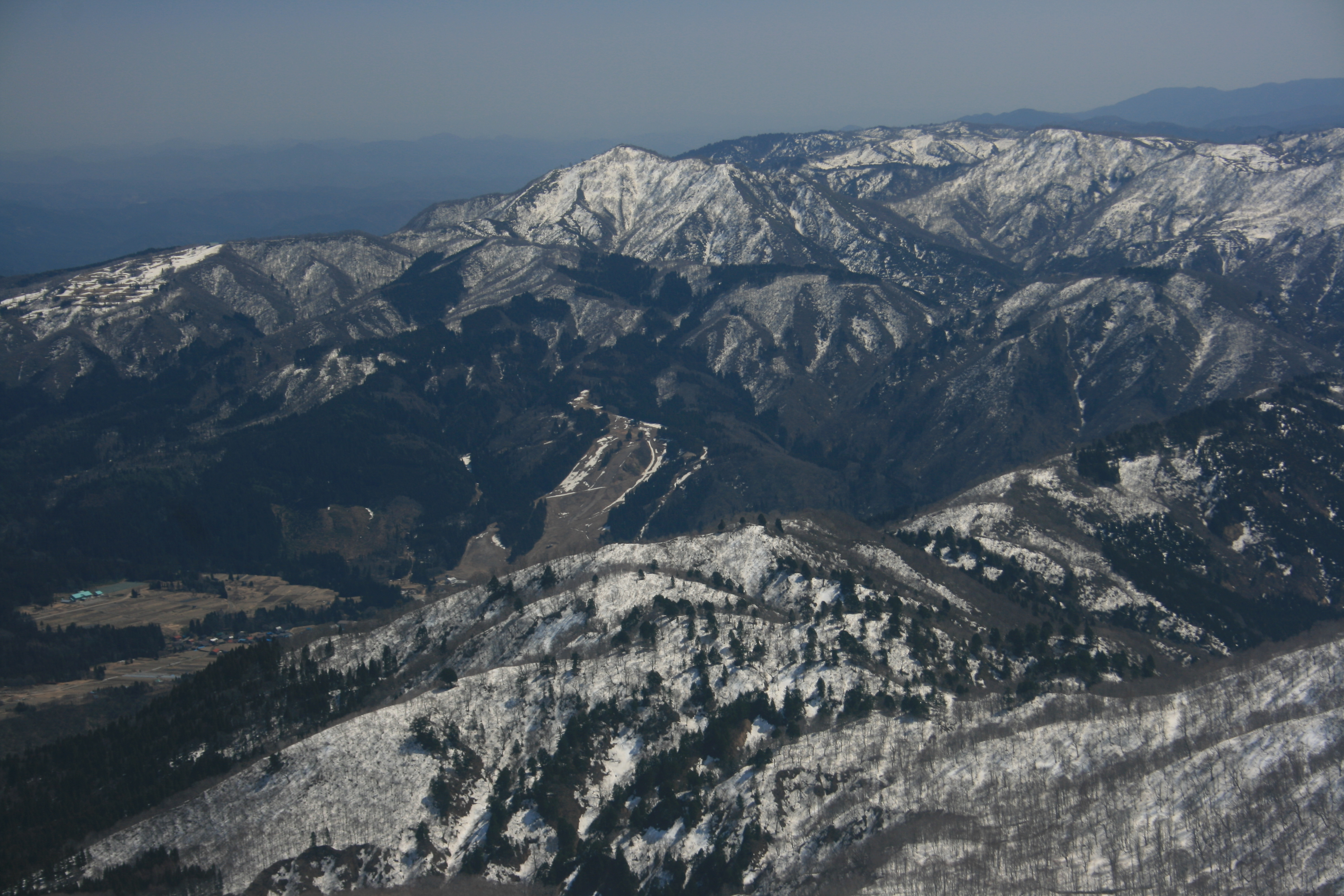
北側の野伏ヶ岳から望む毘沙門岳
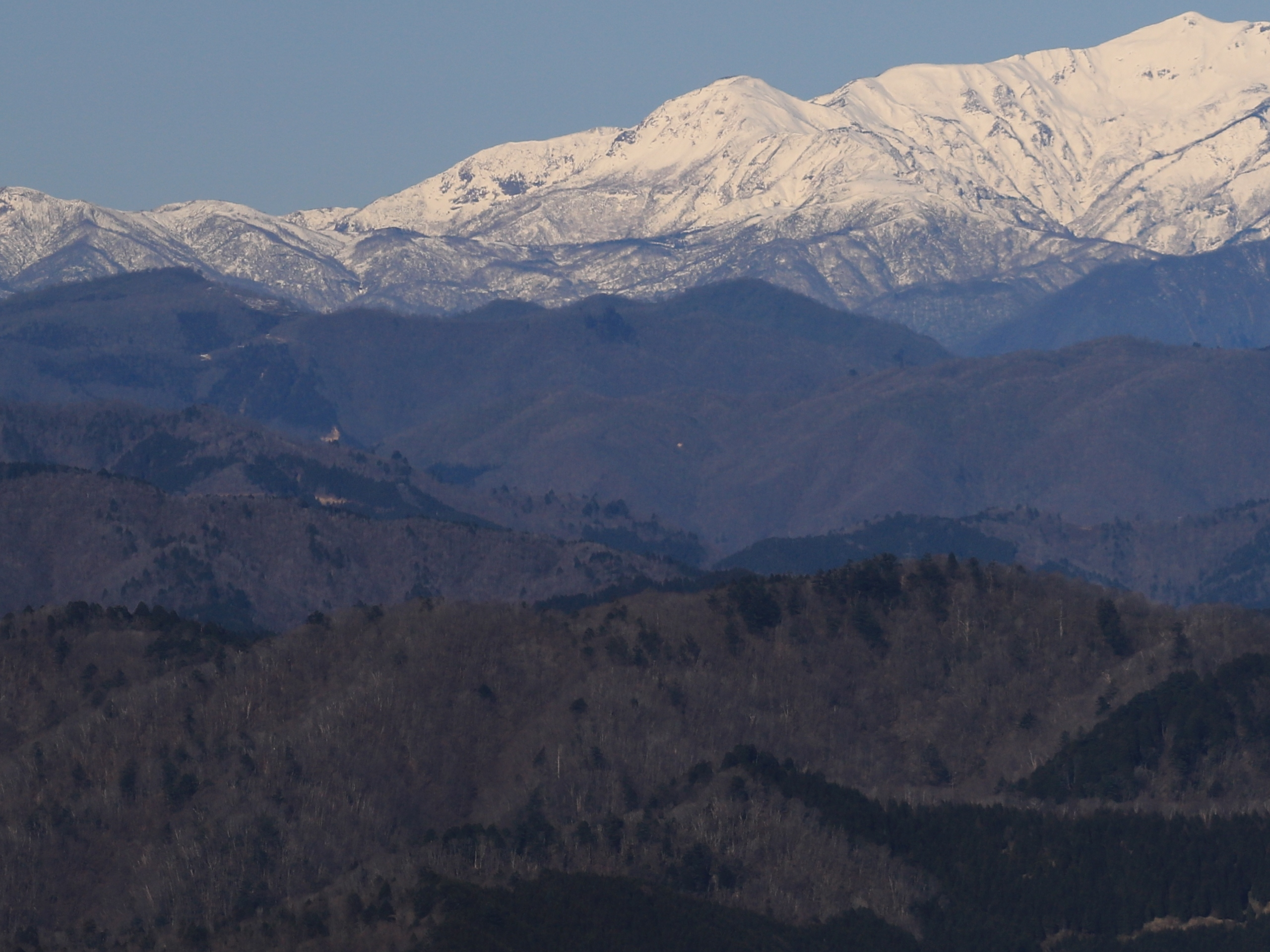
南側の高賀山から望む毘沙門岳、中央奥に三ノ峰